# Processione dei misteri di Valenzano
La Processione dei Sacri Misteri della cittadina di Valenzano (BA), è uno dei maggiori riti quaresimali e pasquali che si tengono nella Città Metropolitana di Bari. Si tiene nella mattinata del Venerdì santo di ogni anno e si snoda attraverso le principali vie del paese.

## Storia
La processione del Venerdì santo è documentata sin dal 10 aprile 1675: all'epoca, la processione nacque per merito dei Frati Francescani presenti nella Chiesa Conventuale di S. Maria di S. Luca. Si può supporre che i tre misteri fondamentali (il Crocifisso, Gesù Morto e l'Addolorata) fossero presenti già e accompagnati da fanciulli raffiguranti i vari personaggi - momenti della Passione di Gesù.
La processione acquisì importanza con il passare dei decenni, tant'è che nel 1853 la sua organizzazione fu curata dall'Arciprete della Chiesa Madre e in più dal 1888 con la presenza della Confraternita dell'Addolorata (tuttora presente) ed ecco che dopo l'Unità d'Italia furono commissionato i primi Sacri Misteri di proprietà delle famiglie cristiane cattoliche valenzanese, realizzati presso botteghe cartapesta leccesi.
La fama della celebrazione andò estendendosi nel corso del tempo e dai ventisei misteri del 1947, dal 2025 la processione conta 54 Sacri Misteri.

## Celebrazione Liturgica
Nella mattinata del Venerdì santo, le circa cinquanta statue, partendo dalle rispettive residenze casalinghe annuali, processionalmente, sono radunate in Corso Aldo Moro, viale contiguo alla Chiesa Madre S. Rocco. La processione prende avvio verso le dieci e mezza, percorrendo un lungo percorso passando nelle piazze e nelle vie principali, fino a raggiungere, alle quindici circa, la sede di partenza, dove il parroco tiene la commuovente predica finale in cui all'Addolorata viene consegnato un piccolo crocifisso che rappresenta la ricerca della Madonna a Gesù.
Tipica tradizione valenzanese è quella dei proprietari dei misteri di ricompensare lo sforzo dei portatori offrendo una merenda ai portatori delle statue sia prima e dopo la processione.

## I Sacri Misteri
Il numero dei Sacri Misteri, sono tutti, eccetto la Madonna Addolorata e Gesù Cristo Morto, appartenenti a pie famiglie cristiane cattoliche valenzanesi, che ne detengono la proprietà e i costi di trasporto, nel corso della storia, è variato periodicamente. Ciascuno dei misteri, realizzati in cartapesta, raffigura un episodio della Passione di Cristo, dall'ingresso di Gesù a Gerusalemme fino alla sua sepoltura nel sepolcro. Dal 2025, si conta la presenza di 54 Sacri Misteri:
1. Il congedo dalla madre
2. L'ingresso a Gerusalemme
3. La lavanda dei piedi
4. L'ultima Cena
5. L'orazione nel Getsemani
6. Il risveglio di Pietro
7. Il bacio di Giuda e la cattura di Gesù
8. Gesù miracola il servo Malco
9. Gesù innanzi ad Anna
10. Il rinnegamento di Pietro
11. Gesù innanzi a Caifa
12. Gesù condotto da Pilato
13. Gesù alla corte di Erode [Erode Antipa]
14. La Flagellazione
15. Gesù alla Colonna
16. La coronazione di spine
17. Gesù schernito dai soldati
18. La presentazione al popolo
19. Ecce Homo
20. Pilato si lava le mani
21. La condanna
22. Imposizione della Croce
23. Gesù caricato della Croce
24. La prima caduta
25. L'Incontro con la Madre
26. Il Cireneo
27. La Veronica asciuga il Volto di Gesù
28. La Veronica mostra l'Icona
29. La seconda caduta
30. L'Incontro con le Pie donne
31. La terza caduta
32. La spoliazione
33. L'inchiodazione
34. La sollevazione della Croce
35. La tunica tirata a sorte
36. Le tre Croci
37. L'Apostolo Giovanni
38. La Maddalena penitente
39. La Maddalena ai piedi della Croce
40. La somministrazione dell'aceto
41. Il Calvario
42. Il Testamento
43. Il centurione Longino
44. La ferita al costato
45. Giuseppe d'Arimatea chiede il corpo di Gesù a Pilato
46. La schiodazione
47. La pietà
48. Il trasporto al Sepolcro
49. L'Unzione
50. La Deposizione
51. Gesù Morto
52. Le tre Marie al Sepolcro
53. L'Esaltazione della Santa Croce
54. L'Addolorata